# Objektivni idealizam
Objektivni idealizam je forma idealizma koji utemeljuje taj idejni bitak kao objektivnu zbiljnost nezavisnu o čovjeku i njegovoj svijesti.